# Ołeksij Nejiżpapa
Ołeksij Łeonidowycz Nejiżpapa (ukr. Олексій Леонідович Неїжпапа, ur. 9 października 1975 w Sewastopolu) – ukraiński wojskowy, wiceadmirał, dowódca Sił Wojskowo-Morskich (od 2020).

## Życiorys
Urodził się 9 października 1975 w Sewastopolu.
W 1997 roku ukończył studia na miejscowej Akademii Marynarki Wojennej im. Pawła Nachimowa. W trakcie swojej kariery pełnił służbę na okrętach: „Sewastopol”, „Łućk”, „Czerkasy” i „Sławutycz”. Tymczasowo wykonywał również obowiązki naczelnika sewastopolskiej AMW, oraz zastępcy dowódcy ukraińskiej marynarki wojennej w stopniu kapitana 1-go stopnia. 
W kwietniu 2022 ukraińska marynarka wojenna pod komendą Nejiżpapy zatopiła krążownik rakietowy „Moskwa” – okręt flagowy rosyjskiej Floty Czarnomorskiej. Dokonała tego przy pomocy dwóch pocisków R-360 Neptun. To wydarzenie prawdopodobnie mogło skłonić prezydenta Ukrainy Wołodymyra Zełenskiego do podjęcia decyzji o awansie Nejiżpapie na stopień wiceadmirała.
Został umieszczony na liście „25 najbardziej wpływowych ukraińskich wojskowych” ukraińskiego tygodnika „Nowoje Wriemia”.  

## Awanse
- kontradmirał (2017)[13]
- wiceadmirał (2022)[14]

## Nagrody i wyróżnienia
- Order Bohdana Chmielnickiego III klasy[15]
- Medal „Za wojskową służbę Ukrainie”[16]
- Oficer Legii Honorowej (Francja, 2025)[17]